# Lokomotiva EU43

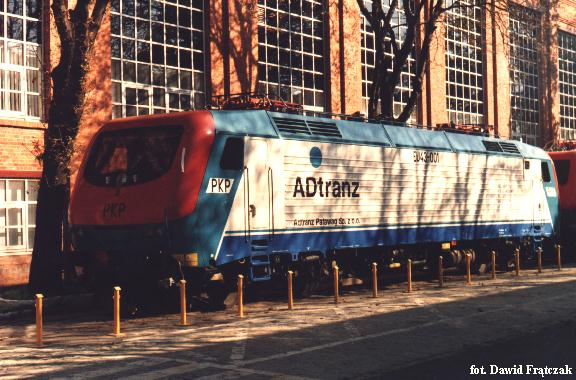
Lokomotiva EU43-001

Lokomotivy řady EU43 jsou čtyřnápravové dvousystémové elektrické lokomotivy, které na objednávku polských železnic Polskie Koleje Państwowe vyráběla firma Adtranz v letech 1998–2001 v počtu 8 kusů. PKP lokomotivy nikdy neodebraly, takže byly nakonec prodány společnosti Rail Traction Company (RTC) pro provoz v Itálii.
Stejné řadové označení, tedy EU43, použilo PKP Cargo pro lokomotivy Bombardier TRAXX F140MS, které mělo v nájmu od prosince 2007.

## Výroba a provoz
Výroba první tří kusů probíhala v závodě Adtranz Italia (dříve ABB Technomasio) ve Vado Ligure, zbývajících 5 kusů pak bylo zkompletováno v závodě Adtranz-Pafawag ve Wrocławi. První lokomotiva – EU43-001 – opustila po dokončení Itálii 10. června 1998 a poté počínaje zářím 1998 absolvovala sérii zkušebních jízd v Polsku. Další stroj – EU43-002 – byl používán pro zkoušky na tratích v Německu a Rakousku.
Poté, co tyto lokomotivy PKP neodebralo, byly po drobných úpravách předány v letech 2001–2002 společnosti RTC. Ta je pod původním polským označením EU43 začala provozovat od 1. prosince 2001. Lokomotivy jsou používány pouze na tratích v Itálii, které jsou elektrizovány systémem 3 kV DC, takže dvousystémovost lokomotiv není využívána.

## Technické údaje
Lokomotivy jsou odvozeny od italské řady E412 FS a společně s nimi patří do rodiny Eco 2000. Lokomotivy EU43 (tovární označení 112E) jsou určeny pro provoz na napájecích systémech 3 kV DC a 15 kV 16,7 AC. Lokomotivy mají uspořádání pojezdu Bo' Bo', jsou vybaveny asynchronními trakčními motory o celkovém výkonu 6000 kW (na systému 3 kV DC) a 5500 kW (15 kV AC) a mohou vyvinout tažnou sílu až 300 kN. Maximální rychlost je 200 km/h, délka přes nárazníky 19,4 m, celková hmotnost 87 tun.